# Contea di Wenshang
La contea di Wenshang (汶上县S, Wénshàng XiànP) è una contea della Cina, situata nella provincia dello Shandong e amministrata dalla prefettura di Jining.